# Aranalli, Tirthahalli
Aranalli là một làng thuộc tehsil Tirthahalli, huyện Shimoga, bang Karnataka, Ấn Độ.